# 2 Cool 4 Skool
2 Cool 4 Skool è il single album di debutto del gruppo musicale sudcoreano BTS, pubblicato il 12 giugno 2013.

## Antefatti e pubblicazione
Dopo essersi formati per tre anni presso la Big Hit Entertainment, postando contemporaneamente mixtape e racconti di vita quotidiana su Internet, il 20 maggio 2013 i BTS annunciano in un video la temporanea chiusura del loro blog in vista dell'imminente debutto; nella stessa giornata viene aperto il sito ufficiale, mostrante l'emblema del gruppo e un conto alla rovescia scadente il 27 maggio. Alle 8 del mattino di quella data esce un trailer da 30 secondi, consistente in una sequenza di scritte accompagnate da musica hip hop, scratch e un hook rap che indica la direzione artistica della band. Dal 3 al 5 giugno vengono presentati ufficialmente i sette membri, mentre il single album viene pubblicato il 12 giugno. Il giorno successivo i BTS tengono uno showcase davanti ai fan e alla stampa all'Ilji Art Hall nel quartiere di Apgujeong-dong a Seul. Di No More Dream e We Are Bulletproof Pt. 2 escono i video musicali rispettivamente l'11 giugno e il 16 luglio.

## Descrizione
Il disco aderisce al genere old school hip hop, con l'apripista No More Dream che reinterpreta il gangsta rap degli anni Novanta. I testi riflettono principalmente sui malintesi e i pregiudizi sui giovani, sulle critiche della società che ne sminuisce i sogni, e sulle ansie e la determinazione nei confronti del futuro.
2 Cool 4 Skool si apre con un pezzo introduttivo omonimo eseguito solo da Rap Monster con la collaborazione di DJ Friz, che riassume le parole chiave "gioventù" e "autenticità" combinando breakbeat e scratch, e comprende due tracce, Skit: Circle Room Talk e Outro: Circle Room Cypher, dove i membri del gruppo parlano tra loro di fatti personali per poi sfociare in un freestyle rap. We Are Bulletproof Pt. 2 contiene l'opinione dei BTS sui rapper nei gruppi idol, discutendo dei pregiudizi secondo i quali sarebbero designati tali dalle loro agenzie perché incapaci di cantare, più che per un reale interesse per il rap; continuazione di una canzone incisa dal gruppo nel 2010, ne documenta i progressi fatti da allora, con un verso che recita "tirate un sasso se avete mai provato tanto duramente quanto me, noi ci andiamo giù pesante". Interlude è una traccia strumentale che introduce Like, una canzone R&B che utilizza la scala minore, raccontando dei sentimenti provati dal narratore vedendo dai social network la nuova vita della sua ex-ragazza.
Sono comprese nella versione fisica del disco due tracce fantasma: Skit: On The Start Line, in cui Rap Monster parla dei suoi anni passati come aspirante idol alla Big Hit e delle aspettative per l'imminente debutto, e Path, che affronta la stessa tematica, declinandola però per ciascun membro del gruppo. Quest'ultimo pezzo descrive il percorso che hanno seguito prima dell'esordio, dall'emulazione dei predecessori alla creazione del proprio stile e individualità, con un verso che recita "Ho camminato attraverso i tunnel senza luci, da solo. Pensavo di essere solo, ma dopo ho imparato che eravamo in sette. Piuttosto che essere scalzo, indosso le scarpe chiamate 'Bangtan'", e il ritornello che ripete "Sarei stato diverso se avessi scelto un percorso differente, se mi fossi fermato a guardarmi indietro?".

## Accoglienza
Secondo Mary Siroky di Consequence, al momento dell'uscita 2 Cool 4 Skool ha distinto i BTS dai loro contemporanei, "spingendo i limiti con i loro sound, testi, e immagine".

## Tracce
1. Rap Monster – Intro: 2 Cool 4 Skool (feat. DJ Friz) – 1:03
2. We Are Bulletproof Pt.2 – 3:45 (Pdogg, "Hitman" Bang, Supreme Boi, Rap Monster, Suga, Jungkook, J-Hope)
3. Skit: Circle Room Talk – 2:11
4. No More Dream – 3:42 (Pdogg, "Hitman" Bang, Rap Monster, Suga, J-Hope, Supreme Boi, Jungkook)
5. Interlude – 0:52
6. Like (좋아요?, Joh-a-yoLR) – 3:51 (Slow Rabbit, Rap Monster, Suga, J-Hope)
7. Outro: Circle Room Cypher – 5:21 (Rap Monster, J-Hope, Suga, V, Jimin, Jungkook, Jin, Pdogg)

Tracce fantasma
1. Skit: On The Start Line – 2:33 (Rap Monster, "Hitman" Bang)
2. Path (길?, GilLR) – 3:48 (Rap Monster, J-Hope, Suga, "Hitman" Bang, Pdogg)

## Formazione
Crediti tratti dalle note di copertina del singolo.
Gruppo
- Jin – voce, scrittura (traccia 7)
- Suga – rap, scrittura (tracce 2, 4, 6-7, 9)
- J-Hope – rap, scrittura (tracce 2, 4, 6-7, 9)
- Rap Monster – rap, scrittura (tracce 2, 4, 6-9), ritornello (traccia 6)
- Park Ji-min – voce, scrittura (traccia 7)
- V – voce, scrittura (traccia 7)
- Jeon Jung-kook – voce, ritornelli (tracce 2, 4, 6), scrittura (tracce 2, 4, 7)

Produzione
- "Hitman" Bang – scrittura (tracce 2, 4, 8-9), produzione (traccia 8)
- Choi Hyo-young – mastering
- DJ Friz – scratch (traccia 1), registrazione (traccia 1)
- Chris Gehringer – mastering
- Nam Young-woo – registrazione (tracce 3, 7)
- Nine Choi – supervisione esecutiva
- Pdogg – scrittura (tracce 2, 4, 7, 9), produzione (tracce 2-4, 7, 9), registrazione (tracce 2, 4, 6), tastiera (tracce 2, 4), sintetizzatore (tracce 2, 4), direzione voci e rap (tracce 2, 4, 6), ritornello (traccia 4), programmazione aggiuntiva (tracce 5-6), background beat (traccia 7)
- James F. Reynolds – missaggio (tracce 2, 4)
- Slow Rabbit – produzione (tracce 5-6), tastiera (tracce 5-6), sintetizzatore (tracce 5-6), scrittura (traccia 6)
- Supreme Boi – produzione (traccia 1), tastiera (traccia 1), sintetizzatore (traccia 1), scrittura (tracce 2, 4), direzione voci (traccia 2), ritornelli (tracce 2, 4), registrazione (traccia 2)
- Yang Chang-won – missaggio (tracce 1, 3, 5-7), registrazione (tracce 3, 7)

## Successo commerciale
2 Cool 4 Skool ha venduto 760 copie nella sua settimana d'uscita, esordendo in 19ª posizione sulla Gaon Album Chart. Ha raggiunto un picco alla 5ª sei settimane dopo, durante le promozioni di We Are Bulletproof Pt.2. Alla fine di giugno, aveva venduto 4 986 copie, che per la fine dell'anno sono salite a  24 441, rendendolo il sessantacinquesimo disco più venduto in Corea del Sud nel 2013.
Negli Stati Uniti ha esordito in 12ª posizione nella classifica Billboard World Albums dell'11 aprile 2020, come conseguenza di un pesce d'aprile tra i fan dei BTS, che hanno comprato il disco fingendo che il gruppo avesse appena debuttato. In quella data ha raggiunto 68 000 unità equivalenti all'album totali.
I BTS sono entrati nella Billboard World Digital Songs per la prima volta con il brano apripista No More Dream il 29 giugno 2013 alla posizione 14. La canzone è rimasta in classifica per tre settimane consecutive e, sempre come conseguenza del pesce d'aprile, ha segnato un nuovo picco l'11 aprile 2020, in seconda posizione. Altri cinque pezzi sono entrati per la prima volta nella Billboard World Digital Songs sempre nella settimana dell'11 aprile 2020: Like (n. 10), Intro: 2 Cool 4 Skool (n. 18), Interlude (n. 22), Skit: Circle Room Talk (n. 23) e Outro: Circle Room Cypher (n. 24). Nel complesso, a quella data, No More Dream aveva venduto 45 000 copie totali, Like 18 000 e Intro: 2 Cool 4 Skool 1 000.

## Classifiche

### Classifiche settimanali
| Classifica (2013-2019) | Posizione massima |
| ---------------------- | ----------------- |
| Belgio (Fiandre)       | 174               |
| Corea del Sud          | 5                 |

### Classifiche di fine anno
| Classifica (2013) | Posizione |
| ----------------- | --------- |
| Corea del Sud     | 65        |
| Classifica (2014) | Posizione |
| Corea del Sud     | 106       |
| Classifica (2015) | Posizione |
| Corea del Sud     | 96        |
| Classifica (2016) | Posizione |
| Corea del Sud     | 90        |
| Classifica (2017) | Posizione |
| Corea del Sud     | 98        |
| Classifica (2018) | Posizione |
| Corea del Sud     | 85        |
| Classifica (2019) | Posizione |
| Corea del Sud     | 76        |
| Classifica (2021) | Posizione |
| Corea del Sud     | 90        |